# 小行星9930
小行星9930（9930 Billburrows）是一颗绕太阳运转的小行星，为主小行星带小行星。该小行星于1984年2月5日发现。

## 轨道参数
小行星9930的轨道半长轴为2.4364252 UA，离心率为0.104。